# Stazione di Rutigliano
La stazione di Rutigliano una stazione ferroviaria della ferrovia Bari-Taranto. Serve il comune di Rutigliano, nella città metropolitana di Bari. È gestita dalle Ferrovie del Sud Est.
Da giugno 2019 al 9 giugno 2024 la stazione non è stata attiva per lavori di potenziamento infrastrutturale della linea e per tale motivo fu predisposto un servizio automobilistico sostitutivo.
Dal 9 giugno 2024 la stazione riapre insieme al tratto Rutigliano-Putignano.

## Servizi
La stazione dispone di:
- Biglietteria automatica
- Servizi igienici
- Area per l'attesa
- Accessibilità per portatori di handicap
- Capolinea autolinee extraurbane

## Movimento
La stazione è servita dai treni regionali svolti dalle Ferrovie del Sud Est nella relazione Putignano - Rutigliano della linea 1.